# Championnat du monde de hockey sur glace 1985
Navigation
Allemagne 1983 URSS 1986
Le Championnat du monde de hockey sur glace 1985 eu lieu du 17 avril au 3 mai à Prague en Tchécoslovaquie. Ce fut le 50e championnat du monde de hockey sur glace mais également le 61e championnat d'Europe de hockey sur glace.

## Mondial A

### Classement mondial
| Monde  | Country            |
| ------ | ------------------ |
| Or     | Tchécoslovaquie    |
| Argent | Canada             |
| Bronze | Union soviétique   |
| 4      | États-Unis         |
| 5      | Finlande           |
| 6      | Suède              |
| 7      | Allemagne          |
| 8      | Allemagne de l'Est |

### Effectif vainqueur
- Jiří Králík, Jaromír Šindel, Drahomír Kadlec, Miloslav Hořava, Eduard Uvíra, Jaroslav Beňák, Antonín Stavjaňa, František Musil, Radoslav Svoboda, Vincent Lukáč, Dárius Rusnák, Igor Liba, Jiří Hrdina, Vladimír Růžička, Pavel Richter, Jiří Lála, Dušan Pašek, Jiří Šejba, Oldřich Válek, Vladimír Kameš, Michal Pivoňka, Petr Rosol
- Entraîneurs : Luděk Bukač et Stanislav Neveselý

### Premier tour
| 17 avril 1985 | Union soviétique | 11-1 (3-1, 5-0, 3-0) | États-Unis | Sportovní hala ČSTV 10 500 spectateurs |

| Feuille de match, | Feuille de match, | Feuille de match,                                      | Feuille de match,         | Feuille de match, |
| ----------------- | --- | ------------------------------------------------------ | ------------------------- | ----------------- |
|                   | Bykov — 3 min 7 s - Bykov — 9 min 19 s Sergueï Makarov — 12 min 1 s Makarov — 26 min 52 s Makarov — 28 min 58 s Nikolaï Drozdetski — 34 min 57 s Andreï Khomoutov — 38 min 12 s Viktor Tioumenev — 38 min 50 s Mikhaïl Varnakov — 47 min 25 s Makarov — 53 min 57 s Bykov — 58 min 59 s | 1-0 1-1 2-1 3-1 4-1 5-1 6-1 7-1 8-1 9-1 10-1 11-1 12-1 | - Fenton — 8 min 44 s - - |                   |
| Vladimir Mychkine | Gardiens | John Vanbiesbrouck                                     |                           |                   |
| 7 min             | Pénalités | 8 min                                                  |                           |                   |
|                   | |                                                        |                           |                   |

| 18 avril 1985 | Union soviétique | 5-1 (2-0, 1-1, 2-0) | Finlande | Sportovní hala ČSTV 11 000 spectateurs |

| Feuille de match | Feuille de match | Feuille de match        | Feuille de match             | Feuille de match |
| ---------------- | --- | ----------------------- | ---------------------------- | ---------------- |
|                  | Kassatonov — 6 min 58 s Varnakov — 11 min 27 s Guimaïev — 21 min 56 s - Makarov — 37 min 13 s Fetissov — 59 min 58 s | 1-0 2-0 3-0 3-1 4-1 5-1 | - Tikkanen — 34 min 27 s - - |                  |
| Mychkine         | Gardiens | Kari Takko              |                              |                  |
|                  | |                         |                              |                  |
|                  | |                         |                              |                  |

| 23 avril 1985 | Canada | 4-4 (2-2, 1-1, 1-1) | Tchécoslovaquie | Sportovní hala ČSTV 14 000 spectateurs |

| Feuille de match | Feuille de match | Feuille de match | Feuille de match | Feuille de match |
| ---------------- | --- | ---------------- | --- | ---------------- |
|                  | Anderson (Francis, Murphy) — 2 min 36 s - Halward (Lemieux) — 15 min 25 s - Muller (Murphy, Lemieux) — 30 min 28 s - Tanti (Halward, Yzerman) — 40 min 39 s - | 1-0 1-1 2-1 2-2  | - Růžička (Richter) — 7 min 41 s - Lála (Šejba) — 18 min 32 s - Hořava (Liba) — 37 min 38 s - Pašek (Stavjaňa) — 45 min 27 s |                  |
| Weeks            | Gardiens | Králík           | |                  |
|                  | |                  | |                  |
|                  | |                  | |                  |

| 25 avril 1985 | Union soviétique | 9-1 (4-0, 1-1, 4-0) | Canada | Sportovní hala ČSTV 13 416 spectateurs |

| Feuille de match | Feuille de match | Feuille de match                        | Feuille de match           | Feuille de match |
| ---------------- | --- | --------------------------------------- | -------------------------- | ---------------- |
|                  | Drozdetski (Varnakov, Tioumenev) — 13 min 56 s Khomoutov (Bykov) — 15 min 53 s Fetissov (Drozdetski) — 17 min 17 s Goussarov (Larionov) — 18 min 33 s Iachine (Starikov) — 24 min 14 s - Larionov (Fetissov) — 40 min 47 s Skvortsov — 42 min 37 s Varnakov — 52 min 35 s Bykov (Starikov) — 58 min 59 s | 1-0 2-0 3-0 4-0 5-0 5-1 6-1 7-1 8-1 9-1 | - Taylor — 36 min 17 s - - |                  |
| Mychkine         | Gardiens | Wamsley                                 |                            |                  |
| 12 min           | Pénalités | 6 min                                   |                            |                  |
| 39               | Tirs | 21                                      |                            |                  |

### Tour final
| 3 mai 1985 | Tchécoslovaquie | 5-3 (1-0, 2-2, 2-1) | Canada | 14 000 spectateurs |

| Feuille de match | Feuille de match                                                                                                   | Feuille de match                | Feuille de match                                                                         | Feuille de match |
| ---------------- | --- | ------------------------------- | ---------------------------------------------------------------------------------------- | ---------------- |
|                  | Šejba (Lála) — 5 min 24 s - Šejba — 22 min 41 s - Šejba — 33 min Rusnák (Musil) — 51 min 44 s - Lála — 58 min 47 s | 1-0 1-1 2-1 2-2 3-2 4-2 4-3 5-3 | - Yzerman (Dineen) — 20 min 45 s - Vaive (Stevens) — 26 min 34 s - Stevens — 52 min 33 s |                  |
| Jiří Králík      | Gardiens | Riggin                          |                                                                                          |                  |
|                  | |                                 |                                                                                          |                  |
|                  | |                                 |                                                                                          |                  |

### Classement européen
| Europe | Country            |
| ------ | ------------------ |
| Or     | Union soviétique   |
| Argent | Tchécoslovaquie    |
| Bronze | Finlande           |
| 4      | Suède              |
| 5      | Allemagne          |
| 6      | Allemagne de l'Est |